# Diocèse de Gregorio de Laferrere
Le diocèse de Gregorio de Laferrere (en latin : Dioecesis Gregorii de Laferrere ; en espagnol : Diócesis de Gregorio de Laferrere) est un diocèse de l'Église catholique en Argentine, suffragant de l'archidiocèse de Buenos Aires.

## Territoire
Il comprend l'arrondissement de Cañuelas et une partie de l'arrondissement de La Matanza dans la province de Buenos Aires. L'autre partie de La Matanza est géré par le diocèse de San Justo.
Son territoire est d'une superficie de 1 440 km2 divisé en 30 paroisses. Le siège épiscopal est dans la ville de Gregorio de Laferrère où se trouve la cathédrale du Christ-Roi.

## Historique
Le diocèse de Gregorio de Laferrere est érigé le 25 novembre 2000 par la constitution apostolique Haud parva laetitia du pape Jean-Paul II en prenant sur le territoire du diocèse de San Justo.

## Évêques
- Juan Horacio Suárez (25 novembre 2000 - 19 décembre 2013)
- Gabriel Bernardo Barba (19 décembre 2013 - 9 juin 2020), nommé évêque de San Luis
- Jorge Martín Torres Carbonell depuis le 30 juin 2020